# Епархия Ратнапуры
 Епархия Ратнапуры (лат. Dioecesis Ratnapurensis) — епархия Римско-Католической Церкви с центром в городе Ратнапура в Шри-Ланке. Епархия Ратнапуры входит в архиепархию Коломбо. Кафедральным собором является церковь святого апостола Петра.

## История
2 ноября 1995 года Римский папа Иоанн Павел II Апостольской конституцией Ad aptius consulendum учредил епархию Ратнапуры, которая выделилась из епархии Галле.

## Ординарии епархии
- епископ Альберт Малькольм Ранжит Патабендиге Дон (2.11.1995 — 1.10.2001);
- епископ Harold Anthony Perera (29.01.2003 — 15.02.2005);
- епископ Ivan Tilak Jayasundera (20.01.2006 — 6.07.2006);
- епископ Cletus Chandrasiri Perera (с 4.05.2007 — по настоящее время).

## Источник
- Annuario pontificio Ватикан, 2005
- Апостольская конституция «Ad aptius consulendum»  (итал.)